# Nordisk Folkecenter for Vedvarende Energi
Nordisk Folkecenter for Vedvarende Energi (FC), beliggende ved Hurup i Thy.
Nordisk Folkecenter for Vedvarende Energi blev grundlagt i 1983 og har gennem alle årene givet information og forsket i vedvarende energi og energibesparelser.
Gennem forskning og udvikling skaber Folkecenteret innovation indenfor vedvarende energiteknologier. I samarbejde med målgruppen, de mindre og mellemstore virksomheder, udvikler staben (12 ansatte) af ingeniører og biologer nye miljørelaterede produkter med stort vidensindhold. Opbygning af viden foregår gennem forsøg, teknologioverførsel og samarbejde med brugerne, hvilket resulterer i prototyper, demonstrationsanlæg og dokumentation indenfor førkommercielle teknologier såsom bølgekraft, bygningsintegrerede solceller samt planteolie og brint til transport.
En række eksperimentelle bygninger og talrige forsøgsanlæg illustrerer forskningens karakter. Desuden arbejdes der med energibesparelse og besparelsesteknologier. Folkecenteret har to afdelinger i Afrika, (Mali og Uganda), der gennemfører programmer indenfor vedvarende energi. Viden og resultater udveksles igennem et omfattende internationalt netværk og formidles til interesserede brugere i form af besøgsvirksomhed, studieophold og publikationer. Aktiviteterne bringer Folkecenteret i hyppig kontakt med myndigheder, politikere og medier. I en af bygningerne SkibstedFjord findes blandt andet New Experimental College's bibliotek, en sofa som John Lennon har siddet i samt et maleri, hvor Aage Rosendal Nielsen er portrætteret.
I 2008 var det Danmarks eneste prøvestation for bølgeenergi samt prøvestation for små vindmøller (husstandsvindmøller).
Folkecenterets formål er gennem forskning og udvikling at skabe innovation indenfor vedvarende energiteknologier.
Folkecenteret modtog 3 mio kr om året fra Staten, men fra 2025 blev støtten fjernet fra Finansloven.